# Перестрелка (фильм, 1966)
«Перестрелка» (англ. The Shooting) — вестерн 1966 года режиссёра Монте Хеллмана по сценарию Карол Истман (написан под псевдонимом «Эдриэн Джойс» (англ. Adrien Joyce). Это история о двух мужчинах, нанятых загадочной женщиной сопровождать её до города, далёкий путь в который лежит через пустыню. Во время путешествия их выслеживает одетый в чёрное бандит, который, похоже, намерен убить всю компанию.
Фильм был снят в 1965 году в пустыне штата Юта, практически одновременно с другим вестерном Хеллмана «Побег в никуда», в котором тоже снялся Джек Николсон. Оба фильма были представлены на нескольких международных кинофестивалях, но права на показ на территории США были куплены компанией Walter Reade Organization только в 1968 году.

## Сюжет
Уиллет Гашейд (Уоррен Оутс), бывший охотник за головами, после долгого отсутствия возвращается в лагерь возле рудника и находит там своего друга Коли (Уилл Хатчинс) в крайне напуганном состоянии. Коли рассказывает, что их партнёр, Леланд Драм (Б. Дж. Мерхольц), был застрелен два дня назад. Коли и Уиллет предполагают, что это убийство могло быть совершено из мести Коину, брату Уиллета.
На следующий день возле лагеря появляется таинственная молодая женщина (Милли Перкинс), которая пристреливает свою лошадь. Она просит Уиллета Гашейда сопроводить её в некий город и предлагает тысячу долларов в качестве оплаты. Гашейд не доверяет ей, но, остро нуждаясь в деньгах, нехотя принимает предложение. Нерешительному и безоружному Коли не остаётся ничего, кроме как присоединиться к ним.
В дороге незнакомка ведёт себя по отношению к Гашейду и Коли грубо и высокомерно, упорно отказываясь не только назвать своё имя, но и сообщить о цели путешествия. Компания останавливается в населённом индейцами местечке под названием Кросстри, где Коли приобретает себе револьвер, а Гашейд узнаёт, что один-два дня назад здесь побывал его брат-близнец Коин. Они продолжают путешествие по пустыне, но замечают, что их преследует незнакомец в чёрном, — наёмный убийца Билли Спир (Николсон), который до поры до времени не приближается, держась на значительной дистанции. Гашейд замечает, что женщина подаёт ему какие-то знаки, однако по-прежнему отказывается отвечать на вопросы об истинной цели их путешествия.
Ночью Спир появляется в лагере и присоединяется к компании. Выясняется, что таинственная дама наняла и его. Неразговорчивый киллер ведёт себя подозрительно, периодически угрожая Гашейду и выражая крайнее презрение к Коли.
На следующий день лошадь таинственной женщины падает от истощения, и Коли вынужден отдать ей свою, пересадившись к Гашейду. Потеряв след, незнакомка просит Гашейда возглавить колонну. Гашейд замечает, что его лошадь тоже находится на грани истощения, и просит Коли поехать с женщиной, но Спир не даёт ему этого сделать. Пригрозив Гашейду револьвером, он настаивает на том, чтобы бросить Коли в пустыне одного. Разоружённый наёмником Гашейд вынужден согласиться и просит своего напарника подождать их возвращения.
Компания встречает сидящего посреди пустыни бородатого человека (Чарльз Истмэн) со сломанной ногой. Он сообщает женщине, что тот, которого она ищет, находится в одном дне пути от них. Женщина оставляет ему флягу с водой. Через некоторое время бородача находит Коли, поделившись с ним последним. Взамен он ловит и седлает его лошадь и пытается догнать группу. Но Спир, увидев, что Коли направил на него револьвер, безжалостно убивает юношу. Раскапывая песок голыми руками, Гашейд хоронит друга в пустыне. 
Когда вдали появляется горный хребет, у троих преследователей остаётся единственная лошадь. Вода также подходит к концу, но они всё продолжают свой путь. Заметив что Спир, наконец, ослабел, Гашейд нападает на него. В ожесточённой рукопашной схватке ему удаётся оглушить громилу и раздробить ему камнем кисть. Гашейд бредёт по следам женщины, которая преследует замеченного им среди скал одиночку. Внезапно тот оборачивается, и Гашейд узнаёт в нём своего брата Коина. Гашейд пытается остановить незнакомку, которая выхватывает револьвер и целится в брата, но не успевает. Коин и женщина убивают друг друга, и Гашейд опускает голову, чувствуя своё бессилие и приближение смерти…

## В ролях
| Актёр             | Роль              |
| ----------------- | ----------------- |
| Уилл Хатчинс      | Коли Боярд        |
| Милли Перкинс     | Женщина           |
| Джек Николсон     | Билли Спир        |
| Уоррен Оутс       | Уиллет Гашейд     |
| Чарльз Истмэн     | Бородатый мужчина |
| Гай Эль Тсоси     | Индеец            |
| Брэндон Кэррол    | Шериф             |
| Б. Дж. Мерхольц   | Леланд Драм       |
| Уэлли Мун         | Помощник шерифа   |
| Уильям Маклепрэнг | Житель Кросстри   |
| Джеймс Кэмпбелл   | Житель Кросстри   |

## Работа над фильмом
В 1964 году Монте Хеллман был режиссёром двух снимавшихся на Филиппинах фильмов с Джеком Николсоном — «В ад с чёрного хода» и «Полёт к ярости». Продюсером был Роджер Корман, с сотрудничества с которым началась кинокарьера Хеллмана. После окончания работы над этими фильмами Хеллман и Николсон написали сценарий под названием «Эпитафия» и представили его Корману. Сценарий его не заинтересовал, зато он спросил, могут ли они вдвоем сделать пару вестернов, используя уже опробованный способ экономии бюджета — съёмку двух фильмов с общим основным актёрским составом на одной площадке: «Если ты можешь снять один вестерн, то тебе ничего не мешает снять два вестерна по цене одного». Режиссёр и актёр согласились, и пока Николсон начал работать над сценарием к будущему фильму «Побег в никуда», Хеллман попросил их общую подругу Карол Истман написать сценарий к «Перестрелке».
Согласно воспоминаниям Хеллмана, сценарий, написанный Истман, практически не потребовал доработки. Тем не менее, ему показалось, что первая часть сценария содержит слишком подробную экспозицию, описывающую путешествие Гашейда через пустыню до его возвращения в лагерь, так что Хеллман попросту удалил её, заметив, что «экспозиция по самой своей сути является искусственной», и приступил к съёмкам прямо с десятой страницы сценария. У него было ощущение, что сюжет обрёл совершенную простоту и не требует никакой дополнительной информации для помощи зрителю в восприятии сути происходящего. Однако, Корман настоял на том, чтобы Хеллман всё же добавил некоторое количество пояснений — например, неоднократное упоминание о том, что у Уиллета Гашейда есть брат.
Из-за сильно ограниченного бюджета при съёмках не использовалось осветительное оборудование. Грегори Сэндор снял весь фильм, используя только естественное освещение. Съёмку с движения пришлось выполнять при помощи двух с половиной метров рельс для операторской тележки. Весь съёмочный процесс занял восемнадцать дней, включая вынужденный трёхдневный перерыв из-за дождливой погоды.
Монтаж «Перестрелки» и «Побега в никуда» занял около полугода. Оба фильма затем были представлены на нескольких кинофестивалях. В 1967 году малобюджетные фильмы получили хорошие отзывы на Монреальском кинофестивале и участвовали во внеконкурсном показе Каннского кинофестиваля.
«Перестрелка» и «Побег в никуда» демонстрировались во французских кинотеатрах в 1969 году, где имели значительный успех. Но в США возникли определённые сложности. Сначала Роджер Корман пытался продать права компании «en:American International Pictures», в итоге их пришлось продать «Walter Reade Organization», которая, в свою очередь, не стала заниматься кинопрокатом и передала права на телевидение. Первый показ в кинотеатрах состоялся только в 1971 году на волне растущей популярности Джека Николсона.